# 莱芒斯河
莱芒斯河（法語：Lémance，法語發音：[lemɑ̃s]）是法国新阿基坦大区多尔多涅省与洛特-加龙省的河流，是洛特河的右支流，长34.5千米。